# Ла Кава (Гросето)
Ла Кава је насеље у Италији у округу Гросето, региону Тоскана.
Према процени из 2011. у насељу је живело 20 становника. Насеље се налази на надморској висини од 336 м.